# Mississippi Valley Division
 (janvier 2016).
Si vous disposez d'ouvrages ou d'articles de référence ou si vous connaissez des sites web de qualité traitant du thème abordé ici, merci de compléter l'article en donnant les références utiles à sa vérifiabilité et en les liant à la section « Notes et références ».

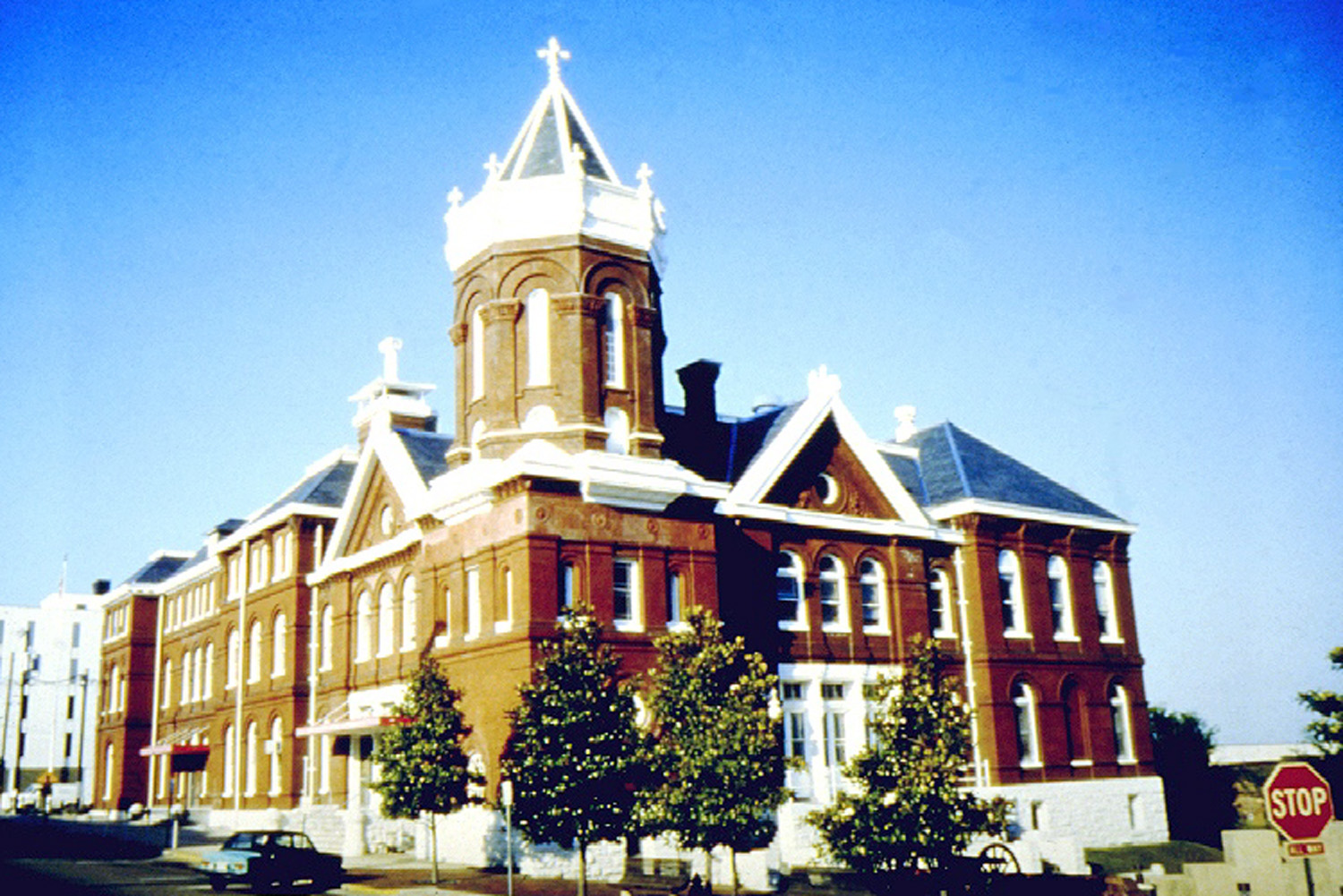
Siège de la Mississippi River Commission, à Vicksburg (Mississippi) (près de 400 km au nord de La Nouvelle-Orléans). Construit en 1894, cet édifice est sur la liste des bâtiments historiques du gouvernement fédéral.

La Mississippi Valley Division et la Mississippi River Commission sont respectivement la division du Corps du génie de l'armée des États-Unis et la Commission fédérale chargées de l'aménagement et de la surveillance du Mississippi. Contrairement à la Tennessee Valley Authority, ce ne sont pas des agences indépendantes du gouvernement fédéral, puisque la Commission, créée en 1879, dépendait à l'origine du département de la Guerre, et que les deux dépendent aujourd'hui du Corps du génie de l'armée et donc du Pentagone.

## LaMississippi River Commission

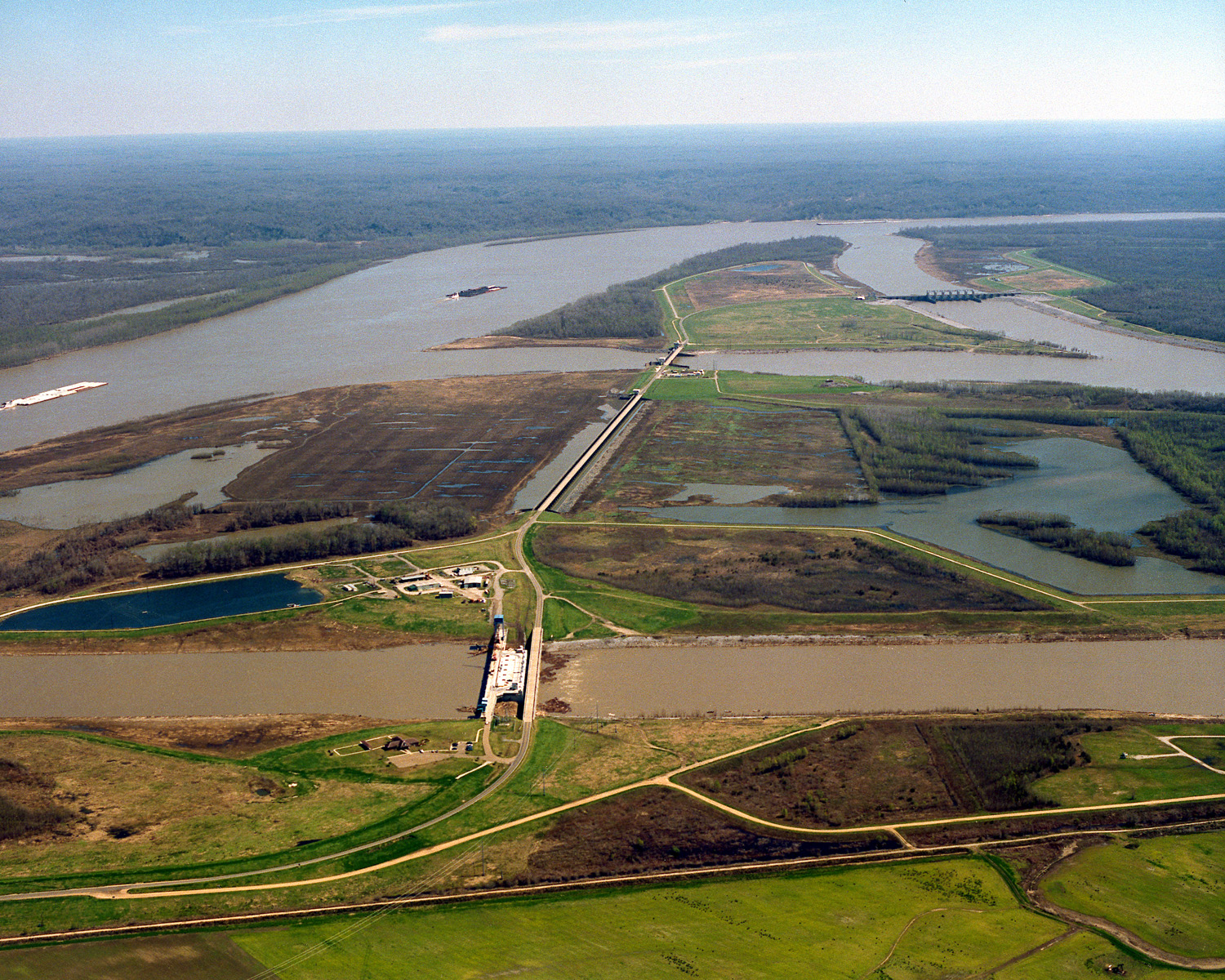
La structure de régulation des eaux d'Old River, achevée en 1963, fut construite par le génie civil de l'armée.

La Mississippi River Commission fut établie en 1879, à la fin de la période de Reconstruction après la guerre de Sécession. Pendant près d'un demi-siècle, il s'agissait d'un organe exécutif dépendant directement du secrétaire à la Guerre des États-Unis. Elle avait pour objectifs de:
- canaliser le fleuve et établir de façon permanente son lit ;
- augmenter la sécurité et les possibilités de navigation ;
- prévenir les dégâts engendrés par les crues et inondations ;
- favoriser le commerce.

Après la crue du Mississippi de 1927, l'une des plus importantes du XXe siècle, ses missions furent modifiées. Le Flood Control Act de 1928 (en) autorisa le lancement d'un programme de grands travaux, le Mississippi River and Tributaries Project (Projet du fleuve Mississippi et de ses affluents), dont la mise en œuvre était dirigée par la Commission. Outre les aménagements fluviaux, le projet incluait une composante environnementale.

### Gouvernance
- 2008 : Major général Michael Walsh[1]
- 2019-2020 : Major général Richard Mark Toy[2]
- 2020 : Major général Diana M. Holland (1ère femme au poste)[3]

## LaMississippi Valley Division(MVD)
Cette division du Corps du génie de l'armée est séparée en six districts couvrant différents États. Son directeur est directement responsable devant le Chief of Engineers (en) qui dirige le Corps du génie.
La MVD est chargée des ouvrages et de l'aménagement du fleuve, mais aussi de l'application des lois et règlements concernant le fleuve, de la gestion de la propriété foncière (acquisition, gestion et vente) et, en cas de catastrophe naturelle, de la direction des opérations d'urgence.